# Zwangsversteigerung (Deutschland)
Die Zwangsversteigerung (Subhastation) ist ein Vollstreckungsverfahren, das im Gesetz über die Zwangsversteigerung und die Zwangsverwaltung (ZVG) geregelt ist (vgl. Verweis in § 869 Zivilprozessordnung).

## Zweck
Die Zwangsversteigerung ist die Durchsetzung eines Anspruchs mit staatlichen Machtmitteln. Der Gläubiger hat die Möglichkeit, wegen einer Geldforderung in das unbewegliche Vermögen zu vollstrecken und seinen Anspruch somit zu befriedigen. Unbewegliches Vermögen sind Grundstücke und deren Aufbauten, Wohnungseigentum, Teileigentum sowie grundstücksgleiche Rechte wie das Erbbaurecht. Luftfahrzeuge und Schiffe werden ebenso wie unbewegliche Gegenstände behandelt, soweit sie in ein Register eingetragen sind. Für deren Verwertung gelten besondere Vorschriften. Wesentliches Gesetz für die Zwangsversteigerung ist das Gesetz über die Zwangsversteigerung und die Zwangsverwaltung vom 24. März 1897, zuletzt am 24. Mai 2016 geändert, üblicherweise mit ZVG abgekürzt.
Eine besondere Form der Zwangsversteigerung ist die Teilungsversteigerung zur Aufhebung der Gemeinschaft (§ 180 ZVG).
Die Zwangsversteigerung führt – im Unterschied zur Zwangsverwaltung, die auf den Ertrag eines Grundstücks zielt – zu einer Verwertung der Substanz.

## Zuständigkeit
Das Verfahren wird beim Amtsgericht als Vollstreckungsgericht durchgeführt. Dies wird als sachliche Zuständigkeit bezeichnet. Örtlich zuständig ist das Amtsgericht, in dessen Bezirk die Immobilie liegt; nicht selten allerdings ist die Zuständigkeit für die Versteigerung bei einem Amtsgericht für die Bezirke mehrerer Amtsgerichte konzentriert.
Luftfahrzeuge werden zentral vom Amtsgericht Braunschweig versteigert. In Braunschweig ist der Sitz des Luftfahrt-Bundesamtes; der Sitz des Amtes ist maßgeblich für das zuständige Vollstreckungsgericht.
Funktionell („personell“) ist der Rechtspfleger zuständig (§ 3 Nr. 1 i RPflG). Anträge zu Protokoll der Geschäftsstelle werden vom Urkundsbeamten der Geschäftsstelle aufgenommen.

## Verfahren

### Antrag
Die Zwangsversteigerung im Wege der Zwangsvollstreckung muss durch einen Gläubiger beantragt werden (betreibender Gläubiger). Dies kann der Gläubiger eines im Grundbuch eingetragenen Rechts (dinglicher Gläubiger) oder der Gläubiger einer sonstigen Geldforderung (persönlicher Gläubiger) sein.
Der Rechtspfleger prüft, ob der Antrag ordnungsgemäß ist und die formalen Voraussetzungen für die Anordnung der Zwangsversteigerung vorliegen. Die Voraussetzungen hierfür sind die Vorlage eines Vollstreckungstitels, die ordnungsgemäße Vollstreckungsklausel sowie die Zustellung des Vollstreckungstitels und der Vollstreckungsklausel. Der Beschluss über die Anordnung des Verfahrens ist vom Gericht dem Schuldner, evtl. auch dem Gläubiger zuzustellen. Verfahrensbeteiligt am Zwangsversteigerungsverfahren sind der Schuldner (z. B. Grundstückseigentümer), der betreibende Gläubiger sowie diejenigen, deren Interesse sich aus dem Grundbuch ergibt, insbesondere die Gläubiger anderer Rechte. Je nach Lage des Verfahrens können – auch während des Verfahrens – noch weitere Beteiligte hinzukommen. So können Mieter ebenfalls durch Anmeldung ihrer Forderung Beteiligte des Verfahrens werden.
Die Zustellung des Anordnungsbeschlusses an den Schuldner oder auch der Eingang des Eintragungsersuchens an das Grundbuchamt gilt zugunsten des Gläubigers als Beschlagnahme des Grundstücks.
Auf Ersuchen des Vollstreckungsgerichts wird im Grundbuch in Abteilung II vermerkt, dass die Zwangsversteigerung angeordnet ist. Diese Eintragung zerstört den öffentlichen Glauben des Grundbuchs hinsichtlich des Nichtbestehens einer Beschlagnahme.
Dem Zwangsversteigerungsverfahren können weitere Gläubiger beitreten. Für den Beitrittsbeschluss gelten dieselben Voraussetzungen und Wirkungen. Der Beitrittsbeschluss wird mit Zustellung an den Schuldner wirksam. Obwohl es sich um dasselbe Versteigerungsverfahren handelt, sind die betreibenden Gläubiger voneinander unabhängig. Beispielsweise kann das Verfahren hinsichtlich jedes einzelnen Gläubigers getrennt eingestellt oder aufgehoben werden.

#### Rechtsmittel
Gegen die Beschlüsse des Vollstreckungsgerichtes ist – sowohl für den Gläubiger als auch für den Schuldner – eine sofortige Beschwerde beim zuständigen Landgericht zulässig.

#### Einstweilige Einstellung auf Antrag des Schuldners
Der Schuldner hat die Möglichkeit, gemäß § 30a ZVG die Einstellung der Zwangsversteigerung zu beantragen. Der Antrag muss binnen zwei Wochen ab Zustellung des Anordnungs- bzw. Beitrittsbeschlusses gestellt werden. Dieser Antrag hat Aussicht auf Erfolg, wenn der Schuldner nachweisen kann, dass er den Forderungen des Gläubigers nachkommen kann. In diesem Fall wird die Zwangsversteigerung für maximal sechs Monate eingestellt. Die Einstellung der Zwangsversteigerung kann das Gericht von Auflagen, beispielsweise einer angemessenen Ratenzahlung, abhängig machen.
Des Weiteren kann der Schuldner die einstweilige Einstellung nach § 765a ZPO beantragen, wenn mit der Versteigerung eine sittenwidrige Härte verbunden ist oder Gefahr für Leib und Leben besteht. In beiden Fällen muss durch den Schuldner ein entsprechender Nachweis gegenüber dem Versteigerungsgericht erbracht werden. Im Falle der Gefahr von Leib und Leben ist regelmäßig ein ärztliches Attest vorzulegen. Wird der Antrag durch das Versteigerungsgericht abgelehnt, so ist die sofortige Beschwerde vor dem zuständigen Landgericht zulässig. Die Rechtsprechung war nicht einheitlich. Es gab auch Gerichte, nach deren Auffassung den psychogenen Störungen eines Vollstreckungsschuldners besser durch ein zügiges Versteigerungsverfahren begegnet werden kann als durch eine weitere Verzögerung. Der Bundesgerichtshof (BGH) hat in seinen Beschlüssen allerdings verfügt, dass z. B. bei (ärztlich attestierter) Suizidgefährdung die Versteigerung vorläufig auszusetzen ist.
Eine sittenwidrige Härte liegt nach Rechtsprechung und Literatur in unterschiedlicher Weise dann vor, wenn hier entgegen den guten Sitten auch Bagatellforderungen eingetrieben werden und nicht der jeweils weniger einschneidende Weg (beispielsweise eine Kontopfändung) gewählt wird, um dem Schuldner oder Miteigentümer nicht unnötig zu schaden. Die Literatur akzeptiert grundsätzlich die Verfassungswidrigkeit einer solchen Vorgehensweise, da davon ausgegangen wird, dass das Verhältnismäßigkeitsprinzip verletzt werde sowie ein mangelndes Rechtsschutzbedürfnis vorliege.
Die meisten Gerichte sehen dies allerdings anders; sie verneinen zwar nicht grundsätzlich die Möglichkeit eines fehlenden Rechtsschutzbedürfnisses, legen hieran aber ziemlich hohe Hürden, dem Schikaneverbot gemäß § 226 entsprechend, so dass allgemein lediglich eine Fristsetzung bei Bagatellforderungen anerkannt ist. Die Rechtsprechung akzeptiert aufgrund des höher gelagerten Gläubigerschutzes und des besonderen Auftrages des Staates nur in sehr seltenen Fällen den Grundsatz des „sichersten Weges“, also den Grundsatz, dass nur das am wenigsten einschneidende Mittel bei einer Forderungeintreibung verwendet werden soll. So ist umstritten, ob überhaupt eine Abwägung und Reihenfolge bei der Vollstreckung stattfinden muss; verneint wurde diese Frage vom Bundesgerichtshof, nachdem sie vom Landesgericht Chemnitz als Vorinstanz bejaht wurde.
Dem gegenüber steht eine abweichende Meinung des Richters des Bundesverfassungsgerichts Werner Böhmer, der die Ansicht vertrat, dass die Verfassungsbeschwerde […] nicht nur wegen Mißachtung des Anspruchs auf effektiven Rechtsschutz, sondern schon wegen Verletzung des materiellen Grundrechts Erfolg haben BVerfGE 49, 220 (228 f.) müssen. Es steht mit dem verfassungsrechtlichen Grundsatz der Verhältnismäßigkeit nicht in Einklang, wenn die Zwangsversteigerung wegen einer dubiosen Bagatellforderung betrieben wird und der Gläubiger vorher nicht eine Befriedigung durch andere Vollstreckungsmaßnahmen versucht hat. So sah er es als unverhältnismäßig an, wenn der Gläubiger sich nicht erst weniger einschneidende Maßnahmen bedient. Außerdem sah er die Eigentumsgarantie verletzt.
Eine gesicherte Rechtsprechung liegt demgemäß nicht vor.

### Einstweilige Einstellung auf Antrag des Gläubigers
Jeder das Verfahren betreibende Gläubiger hat die Möglichkeit, die Zwangsversteigerung gem. § 30 ZVG einstweilen einstellen zu lassen. Hierzu „bewilligt“ er die einstweilige Einstellung. Diese Bewilligung kann jederzeit im Verfahren erfolgen, um außergerichtliche Verhandlungen mit dem Schuldner zu führen, oder aus verfahrenstaktischen Gründen, um z. B. einem aus Sicht des Gläubigers ungenügendem Meistgebot den Zuschlag versagen zu lassen. Der Gläubiger kann die einstweilige Einstellung nur zweimal bewilligen. Die dritte Einstellungsbewilligung gilt als Rücknahme des Versteigerungsantrages und führt zur Aufhebung des Verfahrens.

### Vor dem Versteigerungstermin
Vor dem Versteigerungstermin muss das Vollstreckungsgericht den Verkehrswert des Versteigerungsobjekts festsetzen. Diese Verkehrswertfestsetzung dient dazu, die Wertgrenzen für bestimmte Gläubiger- und Schuldnerschutzrechte im Versteigerungstermin bestimmen zu können.
In der Regel wird das Gericht vor der Festsetzung des Verkehrswertes zunächst einen Sachverständigen bestellen und anhören. Dieser wird die Immobilie besichtigen und dabei den Verfahrensbeteiligten die Möglichkeit einräumen, wertbeeinflussende Umstände zu benennen. Auch vorhandene oder im Auftrag der Parteien erstellte Gutachten können allein oder zusätzlich Grundlage für Festsetzung des Verkehrswertes sein. Der so ermittelte Wert des Versteigerungsobjekts sowie ggf. Verkehrswertgutachten werden den Verfahrensbeteiligten zur Stellungnahme bekanntgegeben. Im Anschluss setzt der Rechtspfleger den Verkehrswert der Immobilie durch Beschluss fest. Dieser Beschluss kann von allen Beteiligten mit der Beschwerde angefochten werden.
Alle das Grundstück betreffenden Nachweisungen, also insbesondere Gutachten und Unterlagen, welche die Beteiligten im Verkehrswertfestsetzungsverfahren zur Verfügung gestellt haben, können von Bietinteressenten eingesehen werden.
Nach erfolgter Verkehrswertfestsetzung wird der Versteigerungstermin bestimmt. In der Regel vergehen zwischen Anordnung der Zwangsversteigerung bis zur Bestimmung des Versteigerungstermins 9 bis 12 Monate, regional auch bis zu 24 Monate. Der Termin wird durch Veröffentlichung im Internet oder Amtsblatt bekannt gemacht. Zusätzlich erfolgt meist auch ein Aushang im Amtsgericht.

### Versteigerungstermin
Der Versteigerungstermin ist öffentlich. Jedermann hat Zutritt (§ 169 GVG). Er besteht aus drei Teilen: den Bekanntmachungen (§ 66 ZVG), der Bietzeit (§ 73 ZVG) und der Anhörung der anwesenden Beteiligten zum Zuschlag (§ 74 ZVG).

#### Bekanntmachungen
Vor der eigentlichen Versteigerung verliest der Rechtspfleger die Grundbucheintragungen und bezeichnet die Gläubiger, die die Zwangsversteigerung beantragt haben (betreibende Gläubiger).
Im Bekanntmachungsteil wird auch das „Geringste Gebot“ aufgestellt. Es enthält die wegen vorrangiger Grundbucheintragung bestehen bleibenden Rechte und den bar zu zahlenden Teil des geringsten Gebots, dies sind zumindest die Kosten des Versteigerungsverfahrens; oft kommen auch offene öffentlich-rechtliche Belastungen (z. B. Grundsteuern) sowie Nebenleistungen der bestehen bleibenden Rechte hinzu. Die bestehen bleibenden Rechte sind für Bietinteressenten von besonderer Bedeutung.
Gegenstand des Bekanntmachungsteils sind auch die Zuzahlungs- oder Ersatzbeträge. Hierbei handelt es sich um Geldleistungen, die ein Bieter zusätzlich zu seinem Gebot zahlen muss, wenn sich nachträglich herausstellt, dass ein bestehen bleibendes Recht nicht mehr besteht.
In diesem Stadium des Versteigerungstermins besteht für Gläubiger die letzte Möglichkeit, ihre Ansprüche rangwahrend anzumelden, bevor der Rechtspfleger zur Abgabe von Geboten auffordert.

#### Bietzeit
Die Mindestzeit, in der im Versteigerungstermin Gebote abgegeben werden können (Bietungszeit oder Bietzeit), beträgt 30 Minuten. Früher hatten Interessenten mindestens eine Stunde Zeit, Gebote abzugeben („Bietungsstunde“ oder „Bietstunde“). Eine Höchst-Bietzeit gibt es nicht; die Versteigerung dauert so lange, bis der Rechtspfleger das Ende der Versteigerung verkündet. In der Regel geschieht dies, wenn nach dreimaligem Aufruf des letzten Gebots keine weiteren Gebote abgegeben werden.
Der Bieter nennt im Termin ein bestimmtes Gebot, also den Betrag, den er zahlen will.
Das Gebot im Grundstücks-Versteigerungstermin bezeichnet nur das Bargebot, also den Betrag, der vom Bietinteressenten bar bezahlt wird. Jeder Bietinteressent muss zu diesem Bargebot noch die bestehen bleibenden Rechte (siehe geringstes Gebot) hinzurechnen, um den eigentlichen Preis, den er bietet, zu erhalten.
Das höchste im Termin abgegebene Gebot heißt Meistgebot.

#### Sicherheit
Der das Verfahren betreibende Gläubiger oder ein anderer dazu Berechtigter (beispielsweise der Schuldner) kann von jedem Bieter unmittelbar nach Abgabe des Gebots Sicherheitsleistung in Höhe von in der Regel 10 % des Verkehrswerts verlangen, mindestens jedoch in Höhe der Verfahrenskosten. In besonderen Fällen (§ 68 ZVG) kann erhöhte Sicherheitsleistung verlangt werden (z. B. wenn der Schuldner bietet). Die Sicherheit kann durch einen frühestens am dritten Werktag vor dem Versteigerungstermin ausgestellten bestätigten Bundesbank-Scheck, einen frühestens am dritten Werktag vor dem Versteigerungstermin ausgestellten Verrechnungsscheck, der von einem dazu zugelassenen Kreditinstitut selbst ausgestellt ist, die Bürgschaftserklärung eines solchen Kreditinstitutes oder vorherige Überweisung auf ein Konto der Gerichtskasse geleistet werden (§ 69 ZVG). Wird die Sicherheitsleistung nicht sofort erbracht, wird das Gebot vom Gericht zurückgewiesen. Wird dem jeweiligen Bieter der Zuschlag nicht erteilt, wird die Sicherheit unmittelbar nach dem Versteigerungstermin vom Gericht zurückgegeben.

#### Gläubigerrechte
Jeder betreibende Gläubiger kann jederzeit, unabhängig von der Höhe des Gebots und der Verfahrenslage, die Einstellung des Verfahrens bewilligen (§ 30 ZVG). Wird die Einstellung durch den bestrangig betreibenden Gläubiger bewilligt, führt dies in der Regel zur sofortigen Einstellung des Verfahrens. Alle bis dahin abgegebenen Gebote werden unwirksam. Die Einstellungsbewilligung nachrangiger Gläubiger hat in der Regel keine Auswirkung auf den Versteigerungstermin.
Die Zwangsversteigerung von Grundstücken kann der Gläubiger im Falle einer Insolvenz des Grundstückseigentümers auch außerhalb der Verwertung der Insolvenzmasse betreiben. Nach § 49 InsO ist die Zwangsversteigerung aus der Insolvenzmasse auch gegen den ausdrücklichen Willen des Insolvenzverwalters möglich. Der Insolvenzverwalter hat lediglich die Möglichkeit, im Falle der Zwangsversteigerung eines Grundstückes durch die Gläubiger unter erleichterten Bedingungen die vorläufige Einstellung des Verfahrens bei Gericht zu beantragen.

#### Verkündung
Im Anschluss an die Bietzeit befragt das Vollstreckungsgericht die anwesenden Beteiligten, ob Anträge gestellt werden. Die betreibenden Gläubiger können auch in diesem Stadium  – bis zur Verkündung des Zuschlages – die Einstellung des Verfahrens bewilligen; der Schuldner kann auch jetzt noch Vollstreckungsschutz nach § 765a ZPO begehren. Ein Berechtigter, dessen Anspruch innerhalb der 7/10-Grenze liegt, kann die Versagung des Zuschlags beantragen, wenn das Bargebot einschließlich bestehen bleibender Rechte unter 7/10 des Verkehrswertes liegt.
Unter Berücksichtigung der Anträge verkündet das Gericht seine Entscheidung über den Zuschlag oder beraumt hierfür einen gesonderten Termin an, die sogenannte Zuschlagsaussetzung. In letzterem Fall bleibt der Meistbietende an sein Gebot gebunden. Da sich der Zustand des Versteigerungsobjekts jedoch in dieser Zeit zu seinem Nachteil ändern kann, kann er einer Zuschlagsaussetzung u. U. widersprechen. Aus verfassungsrechtlichen Gründen muss das Vollstreckungsgericht eine Verschleuderung vermeiden. Liegt das Meistgebot unter ca. 3/10 des Verkehrswertes, wird das Vollstreckungsgericht daher in der Regel einen Zuschlagstermin anberaumen, um dem nicht anwesenden Vollstreckungsschuldner die Gelegenheit zu geben, Vollstreckungsschutzanträge zu stellen.
Über die Erteilung oder Versagung des Zuschlags entscheidet das Vollstreckungsgericht durch Beschluss. Der Meistbietende, dem der Zuschlag erteilt worden ist, heißt Ersteher. Kein Zuschlag erfolgt unter anderem in folgenden Fällen:

##### Kein Gebot
Ist im Versteigerungstermin kein wirksames Gebot abgegeben worden, stellt das Gericht das Verfahren von Amts wegen ein (§ 77 ZVG). Die betreibenden Gläubiger haben die Möglichkeit, die Fortsetzung des Verfahrens zu beantragen.

##### Zu geringes Gebot
Liegt in einem Versteigerungstermin, in dem die 5/10-7/10-Wertgrenzen gelten (also mindestens im ersten Versteigerungstermin), das Meistgebot unterhalb der Hälfte des Verkehrswertes (5/10), ist der Zuschlag gemäß § 85a Abs. 1 ZVG von Amts wegen zu versagen. In einem solchen Fall ist ein Zuschlag also ausgeschlossen. Sofern ein entsprechend zu niedriges Gebot abgegeben wurde, gilt diese Grenze in weiteren Terminen dann aber nicht mehr; d. h., ein Zuschlag kann in späteren Versteigerungsterminen theoretisch auch unterhalb der 5/10-Wertgrenze erfolgen.
Beträgt in einem Versteigerungstermin, in dem die 5/10-7/10-Wertgrenzen gelten (also zumindest im ersten Versteigerungstermin), das Meistgebot zwar mindestens die Hälfte, jedoch weniger als 7/10 des Verkehrswertes, kann der Zuschlag auf einen entsprechenden Antrag eines Gläubigers versagt werden (§ 74a). Diesen Antrag kann unter bestimmten Umständen auch ein nachrangiger Gläubiger oder der Schuldner stellen. Eine verbreitete Fehlannahme ist, dass unter 7/10 der Zuschlag versagt, ab einem Meistgebot über 7/10 des Verkehrswertes der Zuschlag erteilt werden muss. Beides ist jedoch nicht der Fall. Tatsächlich hat der betreibende Gläubiger bei jedem Meistgebot Möglichkeiten, einen Zuschlag zu verhindern, nämlich z. B. immer durch Antrag auf einstweilige Einstellung. Die 7/10-Grenze hat also lediglich Einfluss darauf, welchen Gläubigern die Möglichkeit, bzw. bezogen auf den betreibenden Gläubiger, welche Methoden ihm für eine möglicherweise gewünschte Zuschlagsverhinderung zur Verfügung stehen. Ebenso kann der betreibende Gläubiger aber auch, obwohl die 7/10-Wertgrenze noch besteht, bei einem Meistgebot zwischen 5/10 und 7/10 des Verkehrswertes den Zuschlag erteilen lassen, wenn der Schuldner und mögliche andere Gläubiger keine anderen Anträge stellen.
Wird von einer Versagung des Zuschlags aufgrund der 5/10- oder 7/10-Grenze einmal Gebrauch gemacht, gelten diese in späteren Terminen nicht mehr. In diesem Fall haben nachrangige Gläubiger keine Möglichkeit, einen Zuschlag zu verhindern. Der betreibende Gläubiger kann eine Zuschlagserteilung dann nur noch durch Antrag auf (einstweilige) Einstellung verhindern, wobei beim dritten Gebrauch dieser Methode das Verfahren vollständig eingestellt wird, was meistens mit Kostenverlusten für den betreibenden Gläubiger verbunden ist. Auch das Gericht wird den Zuschlag selbst bei einem Meistgebot unter 5/10 des Verkehrswertes dann nicht mehr von Amts wegen versagen. Wurde jedoch gar kein Gebot abgegeben, bleiben die Wertgrenzen auch in Folgeterminen bestehen. Eine verbreitete Strategie sowohl seitens mancher Gläubiger als auch von Bietinteressenten kann es also sein, die Wertgrenzen zu „zerstören“, in dem absichtlich ein zu niedriges Gebot abgegeben wird. Aus Sicht des Bietinteressenten eröffnet sich so die Möglichkeit, in späteren Terminen den Zuschlag schon bei weniger als 5/10 des Verkehrswertes zu erhalten. Aus Sicht des betreibenden Gläubigers wird nachrangigen Gläubigern so die Möglichkeit genommen, eine Zuschlagserteilung wegen Nichterreichens der 7/10-Wertgrenze zu verhindern.

##### Einstellungsbewilligung
Die Verfahrenseinstellung des bestrangig betreibenden Gläubigers vor Verkündung der Zuschlagserteilung führt in der Regel ebenfalls zur Versagung des Zuschlags. Der Gläubiger hat die Möglichkeit, die Fortsetzung des Verfahrens zu beantragen. Bei einem weiteren Versteigerungstermin gelten bei Einstellung noch vorhandene 5/10- bzw. 7/10-Grenzen weiter (sogenannter weiterer 1. Termin).

#### Gefahren-, Haftungs- und Nutzenübergang
Die Gefahr eines Untergangs des Zubehörs und der übrigen mitversteigerten Gegenstände (Gerätschaften, Maschinen u. ä.) geht mit Ende der Versteigerung auf den Meistbietenden über. Dieser ist zu diesem Zeitpunkt mangels Zuschlagserteilung noch nicht Ersteher des Grundstückes.
Die Gefahr des Untergangs des Grundstückes nebst der wesentlichen Bestandteile (Gebäude u. ä.) geht minutengenau mit dem Zuschlag auf den Ersteher über.
Alle Lasten, auch unbekannte, sowie die Haftpflicht gehen mit dem Zuschlag auf den Ersteher über. Er tritt in bestehende Versicherungsverträge ein (§ 56, § 60, § 114 VVG).
Die Nutzung und die Fruchtziehung stehen dem Ersteher ab Zuschlag zu.

### Wirkung des Zuschlagsbeschlusses
Wird der Zuschlag erteilt, ist der Ersteher ab Verkündung des Zuschlagsbeschlusses Eigentümer des Grundstücks. Dies ist eine Ausnahme von dem Grundsatz, dass es zur Eigentumsübertragung einer Grundbucheintragung bedarf.
Der Zuschlagsbeschluss ist für den Ersteher Vollstreckungstitel zur Durchsetzung seines Rechts auf die Besitzergreifung. Die Zwangsvollstreckung auf Räumung und Herausgabe gegen den Besitzer des Grundstücks kann schon vor Rechtskraft betrieben werden. Dafür erteilt das Amtsgericht auf Antrag eine vollstreckbare Ausfertigung des Zuschlagsbeschlusses. Anschließend erfolgt die Vollstreckung auf Antrag des Erstehers durch den Gerichtsvollzieher.

### Nach der Zuschlagserteilung
Wird der Zuschlag erteilt, bestimmt der Rechtspfleger einen Verteilungstermin. In diesem wird der Versteigerungserlös nach einer gesetzlich vorgegebenen Rangfolge den Gläubigern zugeteilt. Diese Rangfolge ist in der Regel durch die Eintragungen im Grundbuch bestimmt. Etwaige Überschüsse werden an den Schuldner ausgezahlt.
Der Ersteher muss spätestens bis zu diesem Termin das Meistgebot zuzüglich der Zinsen in Höhe von jährlich 4 % für den Zeitraum vom Zuschlag bis zum Verteilungstermin auf das Gerichtskonto zahlen. Die bereits hinterlegte Sicherheit wird dabei berücksichtigt.
Der Verteilungstermin findet etwa vier bis zwölf Wochen nach der Zuschlagserteilung statt. Zu diesem Termin werden alle Prozessbeteiligten geladen und die berechneten Zinsen bekanntgegeben. In der Praxis wird seitens des Gerichts oft darauf hingewiesen, dass ein Erscheinen tatsächlich nicht notwendig ist.
Die Berichtigung des Grundbuchs nimmt anschließend das Grundbuchamt auf Ersuchen des Versteigerungsgerichts vor. Das bedeutet, der neue Eigentümer wird eingetragen und es werden – je nach den Umständen – alte Eintragungen gelöscht. Das Gericht ersucht das Grundbuchamt, wenn der Zuschlagsbeschluss rechtskräftig ist, der Teilungsplan ausgeführt wurde und die Zahlung der Grunderwerbsteuer durch Unbedenklichkeitsbescheinigung des Finanzamtes nachgewiesen wurde.